# 本州化学工業
本州化学工業株式会社（ほんしゅうかがくこうぎょう、Honshu Chemical Industry Co.,Ltd.）は、液晶ポリマー用ビフェノール、フォトレジスト材料、ビタミンE原料等の製造を行う日本の化学会社である。三井グループと関係が深い。

## 沿革
- 1914年（大正3年）11月 - 和歌山市に、由良精工合資会社創立　国産初のベンゼン精留装置を開発
- 1942年（昭和17年）9月 - 本社を東京に移転
- 1952年（昭和27年）10月 - 共和電化工業株式会社と合併し由良精工株式会社を新設
- 1955年（昭和30年）10月 - 社名を本州化学工業株式会社に変更
- 1960年（昭和35年）10月 - シクロヘキサノンの製造を開始
- 1961年（昭和36年）3月 - ビスフェノールＡの製造を開始
- 1961年（昭和36年）12月 - 東証2部上場
- 1991年（平成3年）3月 - ビフェノール及び各種ビスフェノール類の製造を開始
- 2004年（平成16年）12月 - Hi-Bis GmbH（ハイビス社）生産・販売活動開始
- 2008年（平成20年）2月 - ビスフェノールＦ製造設備増設
- 2009年（平成21年）1月 - 精製BHT事業を株式会社エーピーアイ コーポレーションより譲受けのうえ、製造販売を開始
- 2021年（令和3年）
  - 6月18日 - 三井化学株式会社及び三井物産株式会社が共同で株式公開買付けを実施。議決権所有割合ベースで三井化学が50.00%、三井物産が34.65%の株式を取得。
  - 9月14日 - 東証2部上場廃止[1]。
  - 9月16日 - 株式併合により、株主が三井化学と三井物産のみとなる。

## 主な製品
ビフェノール　　液晶ポリマー（LCP）原料として使用され、主にパソコンや携帯電話のプリント基板部品に使用されている。今では電気自動車の燃料電池部品にも用途展開が期待されている。世界最大規模の製造プラント（6000t/年）を和歌山工場に保有しており、世界トップシェアを誇っている。
精製BHT（H-BHT）　国内唯一のBHT（酸化防止剤）製造メーカーであり、製造から販売まで一貫して手掛けている。

## 由良浅次郎
創業者である由良浅次郎は、1878年（明治11年）、現在の和歌山市に生まれる。1905年（明治38年）、大阪高等工業学校（現：大阪大学）を卒業し、家業の染色業に従事する。 
1914年（大正3年）、第一次世界大戦が勃発し、ドイツからの合成染料の輸入が途絶えた。全てを輸入に頼っていたため市場は混乱、国内の染色加工業は休止の危機に直面した。そのような状況下、進取の気性に富んだ浅次郎は、合成染料の主原料であったアニリンの合成製造を決意。１ヶ月余り合成実験を繰り返し、純良なアニリンの取得に成功する。日本での工業化は不可能と勧告する者も多かったが、アニリンの原料となるベンゼンの精留装置を設計し、純ベンゼンの精製に成功、さらに試行錯誤を経ながら苦心の末、引き続きアニリン製造装置を完成させ、日本で初めてアニリンの工業的製造に成功した。 
同年、浅次郎は由良精工合資会社（現：本州化学工業株式会社）を設立。続いて1915年（大正4年）には医療界で欠乏していたフェノール（消毒剤・爆薬の原料）の合成にも日本で初成功する。 
1917年（大正6年）、由良染料株式会社（現：ワイ・エス・ケー株式会社）を設立、同年開催された化学工業博覧会に出品した染料が金賞牌、染料中間化合物が銀賞牌を受賞するなど、優れた技術力で化学工業界を先導、和歌山は合成染料の発祥の地として、急速な発展を遂げることとなり、現在も地域の主要産業として受け継がれている。 
また、技術者育成のため、県立和歌山工業学校（現：和歌山工業高校）の整備や、女子教育のための県立文教高等女学校の設立に多大な寄付を行うなど、地域の教育の振興に貢献した。 
我が国の染料工業創始時代に多大な功績を残した由良浅次郎は、1964年（昭和39年）、86歳で亡くなった。